# Banu Jàhwar
La dinastia jahwàrida (o jahwarita) o dels jahwàrides o jahwarites, també escrita com djahwarita o djahwàrida', amb els corresponents plurals, i com a Banu Jàhwar o Banu Djahwar, fou una nissaga familiar que va governar Qúrtuba del 1031 al 1070.
A la caiguda del califat l'influent visir Abu-l-Hazm Jàhwar ibn Muhàmmad ibn Jàhwar va decidir als cordovesos a expulsar de la ciutat a tots els prínceps omeies i proclamar la república, cosa que es va produir el 1031. Abu-l-Hazm Jàhwar fou posat al capdavant del govern, i va formar un executiu representatiu dels diversos sectors polítics controlat pel consell de la ciutat.
Aquest govern fou molt beneficiós per Còrdova que va restablir la tranquil·litat interior i va viure en pau per un temps sense guerres amb els veïns. Es va restaurar el comerç i es van reconstruir els edificis que havien estat damnats o estaven destruïts. Abu-l-Hazm Jàhwar va morir el 1043 després de 12 anys de govern, i el va succeir el seu fill Abu-l-Walid Muhàmmad ibn Jàhwar ar-Raixid. Aquest tampoc va adoptar cap títol i va seguir l'estil de govern del seu pare. Per evitar un conflicte amb els abbadites va reconèixer formalment a l'usurpador Hixam II, i va tenir un paper negociador en la guerra entre Ixbíliya i Batalyaws.
Sense les grans qualitats del seu pare va deixar bona part del govern en mans del visir Ibn ar-Rakka que finalment el va suplantar en quasi tot, provocant la reacció del fill d'Abu-l-Walid Muhàmmad, de nom Abd-al-Màlik ibn Muhàmmad al-Mansur, que va assassinar el visir el març del 1058. El seu pare llavors el va nomenar hereu i li va deixar el govern efectiu.
No va fer res per evitar la submissió dels reis de les taifes del sud per part de l'abbadita de Sevilla. El 1069, mort el rei de Sevilla Al-Mútadid, el rei de Badajoz va provar de conquerir Còrdova. Abd-al-Màlik va demanar ajut al rei sevillà Al-Mútamid que va enviar 1300 soldats que van salvar la ciutat; però els mateixos oficials sevillans van instigar als notables locals a demanar la destitució del visir de Còrdova Ibn Asaka (a les cròniques Aben Assaia); finalment el visir fou destituït (1069) però això va deixar encara amb més poder a Abd-al-Màlik.
Ibn Asaka fou assassinat (1070) i això va portar al descontentament popular; l'emir de Toledo va enviar una expedició a Còrdova i va assetjar la ciutat i Abd-al-Màlik va haver de cridar altres vegades els sevillans, i aquests van rebutjar els assetjants, i llavors van instigar una revolta local a Còrdova que va fer presoner a Abd-al-Màlik i al seu pare Abu-l-Walid Muhàmmad i els va entregar al rei de Sevilla; els dos homes foren enviats desterrats a una illa enfront de Huelva i amb ells va acabar la dinastia.

## Llista de governants
- Abu-l-Hazm Jàhwar ibn Muhàmmad ibn Jàhwar 1031-1043
- Abu-l-Walid Muhàmmad ibn Jàhwar ar-Raixid 1043-1070
- Abd-al-Màlik ibn Muhàmmad al-Mansur (associat) 1058-1070